# Thomas John Feeney
Thomas John Feeney SI (ur. 4 września 1894 w Jamaica Plain, zm. 9 września 1955) – amerykański duchowny rzymskokatolicki, jezuita, misjonarz, biskup, wikariusz apostolski Karolinów i Wysp Marshalla.

## Biografia
Thomas John Feeney urodził się 4 września 1894 w Jamaica Plain w Massachusetts, w Stanach Zjednoczonych. 23 czerwca 1927 otrzymał święcenia prezbiteriatu i został kapłanem Towarzystwa Jezusowego.
10 maja 1951 papież Pius XII mianował go wikariuszem apostolskim Karolinów i Wysp Marshalla oraz biskupem tytularnym Agnus. 8 września 1951 przyjął sakrę biskupią z rąk arcybiskupa bostońskiego Richarda Cushinga. Współkonsekratorami byli wikariusz apostolski Jamajki John Joseph McEleney SI oraz biskup pomocniczy nowojorski Fulton Sheen.
Zmarł 9 września 1955.